# Jan Záhorský
Jan Záhorský (23. června 1872 Smíchov – 22. října 1951 Praha) byl český inženýr a vysokoškolský pedagog, československý politik a meziválečný poslanec Národního shromáždění.

## Život
Jan Záhorský se narodil v roce 1872 na Smíchově. Působil jako c. k. inženýr při Českém místodržitelství. 14. února 1909 byl jmenován mimořádným profesorem stavební mechaniky a mostního stavitelství na české technice v Praze. Byl členem státní zkušební komise. V červnu 1917 byl jmenován děkanem odboru kulturního inženýrství na české technice. Povoláním byl podle údajů z roku 1929 profesorem v Praze.
Po parlamentních volbách v roce 1920 získal za Československou stranu národně socialistickou poslanecké křeslo v Národním shromáždění. Mandátu ale nabyl až dodatečně roku 1923 jako náhradník poté, co byla zbavena svého poslaneckého křesla Luisa Landová-Štychová. V parlamentních volbách v roce 1925 mandát obhájil a do parlamentu se dostal i po parlamentních volbách v roce 1929.
Jeho synem byl český herec Bohuš Záhorský (1906–1980).
Zemřel 22. října 1951.